# مقاطعة فيرنون (ويسكونسن)
مقاطعة فيرنون (بالإنجليزية: Vernon County, Wisconsin) هي إحدى مقاطعات ولاية ويسكونسن في الولايات المتحدة. تأسست سنة 1851، وتبلغ مساحتها 816 ميل مربع (2,110 كـم2)، بلغ عدد سكانها 29773 نسمة في عام 2010 حسب إحصاء مكتب تعداد الولايات المتحدة .

## وصلات خارجية
- الموقع الرسمي
- United States Counties